# 高木実 (ドイツ文学者)
高木実（たかぎ みのる、1928年3月17日 -　）は、日本の中世ドイツ文学研究者、早稲田大学名誉教授。
東京出身。早稲田大学第一文学部独文科卒、同語学教育研究所助教授、文学部教授。99年定年、名誉教授。

## 著書
- 『ドイツ語会話 英語対照』大学書林 1964
- 『理工科大学生のドイツ語入門』三修社 1968
- 『アオスレーゼ現代ドイツ単語2300』朝日出版社 1983
- 『理工系学生のためのドイツ語入門』三修社 1984
- 『高木ドイツ文法』大三書房 1985 改訂版
- 『海外旅行ポケットドイツ語会話』大学書林 1986
- 『楽しく学ぶドイツ語』郁文堂 1986
- 『確かめながらドイツ文法』朝日出版社 1989
- 『英語対照ドイツ語会話』大学書林 1990
- 『高木・初級ドイツ文法 3訂』同学社 1998
- 『理工系学生のためのドイツ語入門 ハイブリッド』三修社 2002

### 共編著
- 『現代ドイツ語作文』林文三郎共著　郁文堂 1972
- 『新ドイツ文法読本』常木実共著　郁文堂 1973 改訂版
- 『独和レキシコン』妹尾泰然,山本篤司共編 大学書林 1974
- 『自習ドイツ語問題集』尾崎盛景共著 白水社 1976

### 翻訳
- フリッツ・マルティーニ『ドイツ文学史 原初から現代まで』尾崎盛景、棗田光行、山田広明共訳 三修社 1979
- ハルトマン・フォン・アウエ『グレゴリウス』尾崎盛景共著 大学書林 1990